# Ionel Perlea
 (septembre 2022).
Ionel (Jonel) Perlea (né le 13 décembre 1900 à Ograda et mort le 29 juillet 1970 à New York) est un chef d'orchestre d'origine roumaine, naturalisé américain en 1960.
Il est le beau-frère de Mircea Eliade : son épouse, Lisette Cotescu, est la sœur de Christinel, l'épouse de Mircea Eliade.

## Biographie
Perlea fait ses études musicales à Munich avec Beer-Waldbrunn (composition) et Kotana (piano), puis à Leipzig avec Graener, Lohse et Martisen. Il débute comme chef de chœur à Leipzig (1922-23), et à Rostock (1923-25), puis comme chef d'orchestre à Cluj en Roumanie (1927-28). 
Il est nommé premier chef à l'Opéra de Bucarest (1928-32), puis directeur musical (1929-32). Il prend aussi la direction de l'Orchestre Symphonique de la Radio de Bucarest (1936-44), et enseigne la direction d'orchestre au Conservatoire de cette même ville (1941-44). Sa carrière est interrompue lorsqu'il est fait prisonnier par les Allemands (1944-45).
La guerre terminée, il quitte son pays natal et s'installe en Italie, où il devient chef permanent à l'Opéra de Rome (1945-47), puis rejoint La Scala de Milan en 1947. Il parait également à Vienne, Berlin, Paris, etc.
Il est invité au Metropolitan Opera de New York, où il dirige pendant la saison 1949-50, puis se fixe aux États-Unis, où il prend la direction de l'Orchestre Symphonique du Connecticut, tout en enseignant la direction d'orchestre à la Manhattan School of Music à New York (1952-69).
Victime d'une crise cardiaque et d'une attaque cérébrale en 1957, qui le laisse partiellement paralysé, il apprend à diriger de la main gauche seule et reprend ses activités, surtout en concert et en studio d'enregistrement.

## Discographie sélective
- Puccini - Manon Lescaut - Chœur et orchestre de l'Opéra de Rome (RCA, 1954)
- Verdi - Aida - Chœur et orchestre de l'Opéra de Rome (RCA, 1955)
- Verdi - Rigoletto - Chœur et orchestre de l'Opéra de Rome (RCA, 1956)
- Donizetti - Lucrezia Borgia - Chœur et orchestre de la RCA italianne (RCA, 1966)

## Sources
- Alain Pâris, Le dictionnaire des interprètes, Robert Laffont, 1989.  (ISBN 2-221-06660-X)